# Angelika Niebler

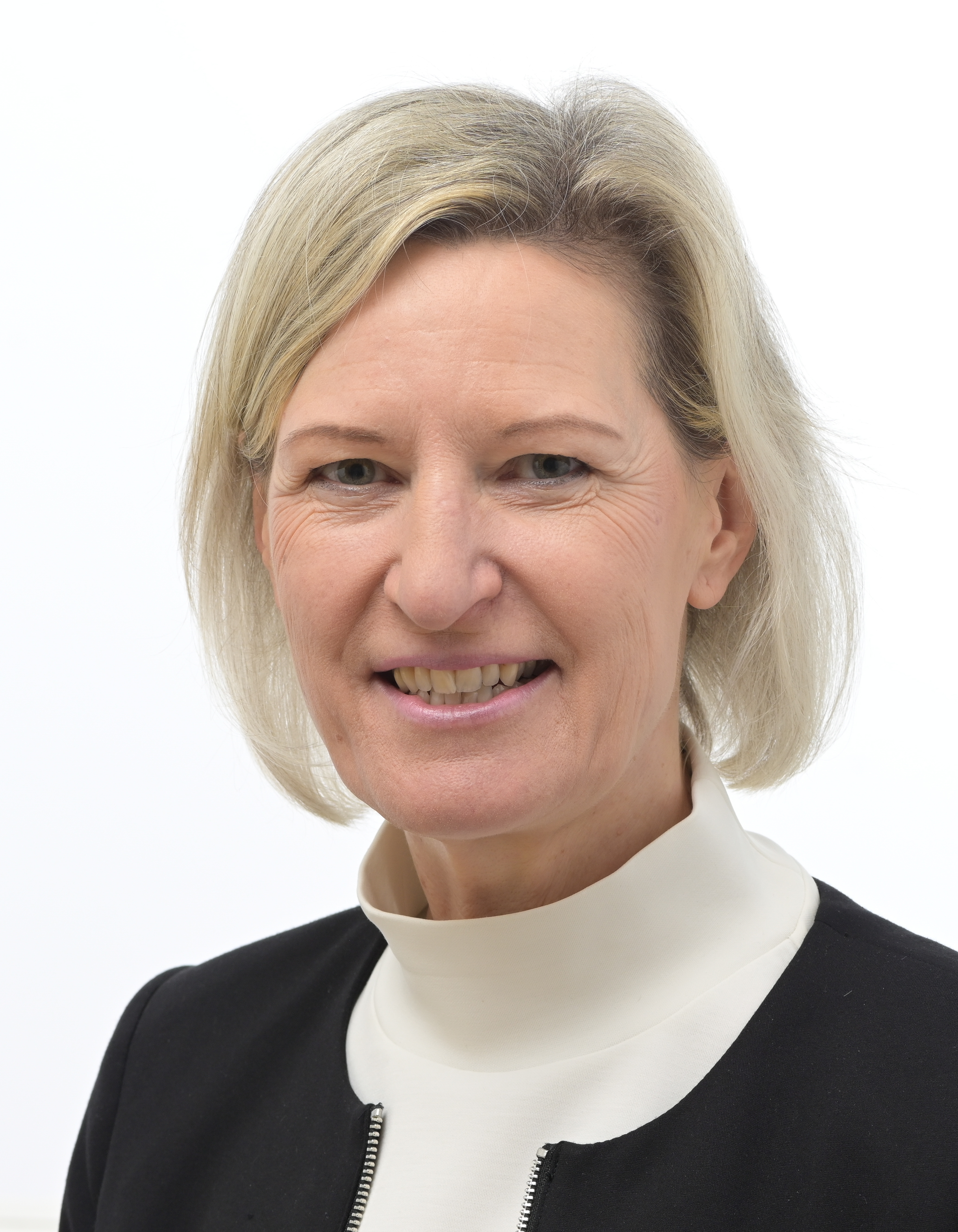
Angelika Niebler (2024)

Angelika Viktoria Niebler (* 18. Februar 1963 in München) ist eine deutsche Politikerin (CSU). Sie ist stellvertretende Parteivorsitzende der CSU und seit 1999 Mitglied des Europäischen Parlaments. Als Landesvorsitzende der Frauen-Union setzte sie für die Parteiämter in der CSU eine Frauenquote durch. Seit November 2018 ist sie außerdem Präsidentin des Wirtschaftsbeirats der Union e. V.

## Ausbildung und Beruf
Nach dem Abitur 1982 am Thomas-Mann-Gymnasium in München studierte Niebler an der Ludwig-Maximilians-Universität München und der Universität Genf Rechtswissenschaft und schloss 1991 mit dem zweiten Staatsexamen ab. Nach erfolgreich absolviertem European Young Lawyers’ Course an der Universität Edinburgh promovierte sie 1992 bei Lothar Philipps. Ab 1991 praktizierte sie als Rechtsanwältin in München und blieb auch nach ihrer Wahl ins Europäische Parlament beruflich tätig. Seit 2008 unterrichtet Niebler im Rahmen eines Lehrauftrags an der Hochschule für angewandte Wissenschaften München. Seit 2016 hat sie dort eine Honorarprofessur inne.

## Europäisches Parlament

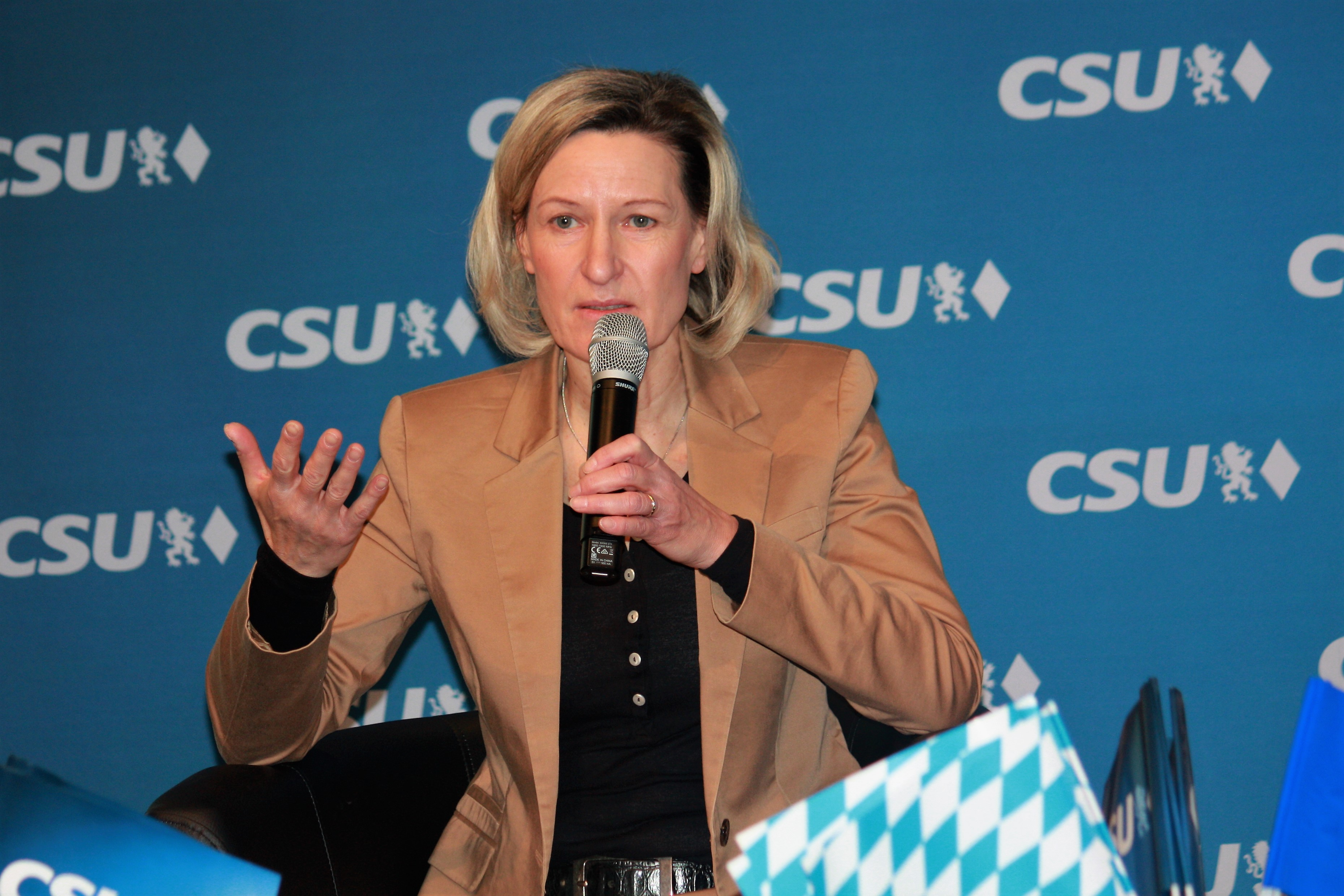
Angelika Niebler beim Europakongress des ASP (2019)

In der Europawahl 1999 wurde Niebler über die bayerische CSU-Landesliste für ihre Heimatregion Oberbayern erstmals ins Europaparlament und im selben Jahr zur Parlamentarischen Geschäftsführerin der CDU/CSU-Gruppe in der EVP-Fraktion im Europäischen Parlament gewählt. Dieses Amt hatte sie bis Mai 2014 inne. Seit Juni 2014 ist Niebler Vorsitzende der CSU-Europagruppe und Co-Vorsitzende der CDU/CSU-Gruppe und gehört außerdem weiterhin dem Vorstand der EVP-Fraktion an.
2004, 2009, 2014, 2019 und 2024 wurde sie erneut ins Europaparlament gewählt.

### Arbeitsschwerpunkte
Im Europäischen Parlament war Niebler von 2007 bis 2009 Vorsitzende des einflussreichen Ausschusses für Industrie, Forschung und Energie. Seit der Europawahl 2009 ist sie Mitglied dieses Ausschusses und Stellvertreterin im Rechtsausschuss. Zudem war Niebler von 2009 bis 2014 Vorsitzende der Delegation des Europäischen Parlaments für die Beziehungen zur Arabischen Halbinsel und ist Mitglied in der Delegation für die Beziehungen zu den Vereinigten Staaten.

### Senkung der Handygebühren im europäischen Ausland
Als Vorsitzende des Ausschusses für Industrie, Forschung und Energie leitete Niebler 2007 die Verhandlungen des Europäischen Parlaments mit Rat und Kommission zur EU-Roaming-Verordnung und setzte sich für eine Stärkung der Verbraucherrechte ein. Durch diese Verordnung wurden die Handygebühren im europäischen Ausland in den Jahren 2007 bis 2010 in der EU erheblich gesenkt.

### Siebtes Forschungsrahmenprogramm
Als Parlamentsberichterstatterin für das spezifische Programm „Ideen“ war Niebler maßgeblich an der Ausarbeitung des Siebten Forschungsrahmenprogramms der EU beteiligt.
Das Programm „Ideen“ unterstützt im Zeitraum 2007 bis 2013 mit 7,5 Milliarden Euro Einzelwissenschaftler, die Grundlagenforschung betreiben. Die Vergabe der Fördermittel wird durch den European Research Council organisiert.

### Verdienst und Nebentätigkeiten
Auf ihrer Webseite legte Angelika Niebler ihre Einkünfte als Abgeordnete offen. Anwaltlich tätig war sie während ihrer Zeit als Abgeordnete für die Kanzleien Bird & Bird (2004 bis 2015) und Gibson, Dunn & Crutcher (ab September 2015). Der Spiegel konstatierte diesbezüglich eine inhaltliche Nähe zwischen Parlaments- und Nebenjobs von Niebler. Sie selbst macht dazu keine Angaben und beruft sich auf die anwaltliche Schweigepflicht. Mit Nebeneinkünften in Höhe von insgesamt mindestens 123.516 Euro in vier Jahren (von Juli 2014 bis Juli 2018) aus vierzehn Nebentätigkeiten (neun davon ehrenamtlich) ist sie in der Legislaturperiode seit 2014 die bestverdienende deutsche Abgeordnete im Europaparlament.

## Frauen-Union
Von 1999 bis 2009 war Niebler Bezirksvorsitzende der Frauen-Union Oberbayern und von 2009 bis 2019 Landesvorsitzende der FU Bayern und damit auch Mitglied im CSU-Präsidium.

### Frauenquote in der CSU
Im Juni 2009 beantragte die FU-Bayern auf ihrer Landesversammlung in Amberg eine Frauenquote von 40 Prozent für alle Parteigremien der CSU einzuführen. Als Landesvorsitzende setzte sich Angelika Niebler in den darauffolgenden Monaten massiv für die Quote ein. Aufgrund der Widerstände gegen eine Quote auf allen Verbandsebenen suchte der CSU-Vorstand kurz vor der Abstimmung auf dem Parteitag nach einem Kompromiss. Zwar war ein Quorum nach dem Modell der CDU im Gespräch, diese Variante wurde aber für unpraktikabel befunden. Der Antrag, über den letztlich am Parteitag abgestimmt werden sollte, sah nur eine Quote für den Landesvorstand und die Bezirksvorstände vor. Erst 2013 will die CSU eine Quote für Orts- und Kreisverbände in Betracht ziehen. Auf dem Parteitag am 29. Oktober 2010 in München stimmten die Delegierten mehrheitlich für die Einführung der Frauenquote.

### Mentoring-Programm
2005 rief Angelika Niebler das Mentoring-Programm im Bezirk Oberbayern ins Leben. Es ist als Frauenförderprogramm ausgelegt, das Frauen an politische Arbeit heranführt und hierfür qualifiziert. Jede Teilnehmerin bekommt eine Berufspolitikerin als Mentorin zugewiesen, die sie dabei unterstützt. Gemeinsam durchlaufen die Mentees ein Programm, das die verschiedenen Aspekte der politischen Arbeit umfasst und beleuchtet. Nach diesem Vorbild haben sich auch in anderen Bezirksverbänden Mentoring-Programme etabliert.

## Weitere Ämter und ehrenamtliche Tätigkeiten
1995 wurde Niebler Mitglied des Bezirksvorstandes der CSU Oberbayern. Seit 1996 ist sie im Landkreis Ebersberg Mitglied des Kreistags.
Als Schirmherrin der Europäischen Stiftung für Frühgeborene und Neugeborene mit Erkrankungen (EFCNI) engagiert sie sich für die Unterstützung von Familien mit Frühgeborenen. Niebler ist unter anderem Mitglied der überparteilichen Europa-Union Parlamentariergruppe im Europäischen Parlament, der Hanns-Seidel-Stiftung, des Kuratoriums der Technischen Universität München und des Verwaltungsrates des Deutschen Museums. Im Jahr 2000 wurde sie als Vertreterin der freien Berufe zum Mitglied des Fernsehrates des Zweiten Deutschen Fernsehens gewählt. Sie ist eines der Gründungsmitglieder der 2006 gegründeten German European Security Association.
Am 14. Mai 2011 wurde Niebler zur Kreisvorsitzenden der CSU Ebersberg gewählt. Sie folgte damit der ehemaligen bayerischen Sozialministerin Christa Stewens. 2015 gab sie das Amt an Thomas Huber weiter, nachdem sie selbst nicht mehr für eine Wiederwahl antrat.
Niebler ist Mitglied im Deutschen Juristinnenbund e. V.

## Sonstiges
Angelika Niebler ist verheiratet, hat zwei Söhne und wohnt in Vaterstetten.
Am 6. Oktober 2009 wurde sie in der Rue Stevin im Brüsseler Europaviertel Opfer eines brutalen Raubüberfalls.

## Auszeichnungen
- 2008: Bayerische Europa-Medaille
- 2010: Bayerische Verfassungsmedaille in Silber
- 2011: Bayerischer Verdienstorden
- 2017: Bundesverdienstkreuz am Bande des Verdienstordens der Bundesrepublik Deutschland[26]

## Veröffentlichungen
- Angelika Niebler: Die Europäische Union als Umweltunion – Wurzeln und Triebe einer Querschnittspolitik. In: Henning Kaul und Hans Zehetmair: „Unsere Erde gibt es nur einmal“. Bekenntnisse zur Verantwortung für die Umwelt. (Studien zu Umweltökonomie und Umweltpolitik, Band 8). Duncker & Humblot, Berlin 2009, S. 37–47, ISBN 978-3-428-13183-9.
- Angelika Niebler: EU-Förderfibel. Was die Europäische Union für Oberbayern tut. Erschienen im Selbstverlag, 2009.
- Angelika Niebler: Der Einsatz einer Expertensystemshell im Gesetzgebungsverfahren: dargestellt am Beispiel des ProdHaftG (Diss.), München 1993, ISBN 978-3-88259-976-3.